# Bigoti (humans)

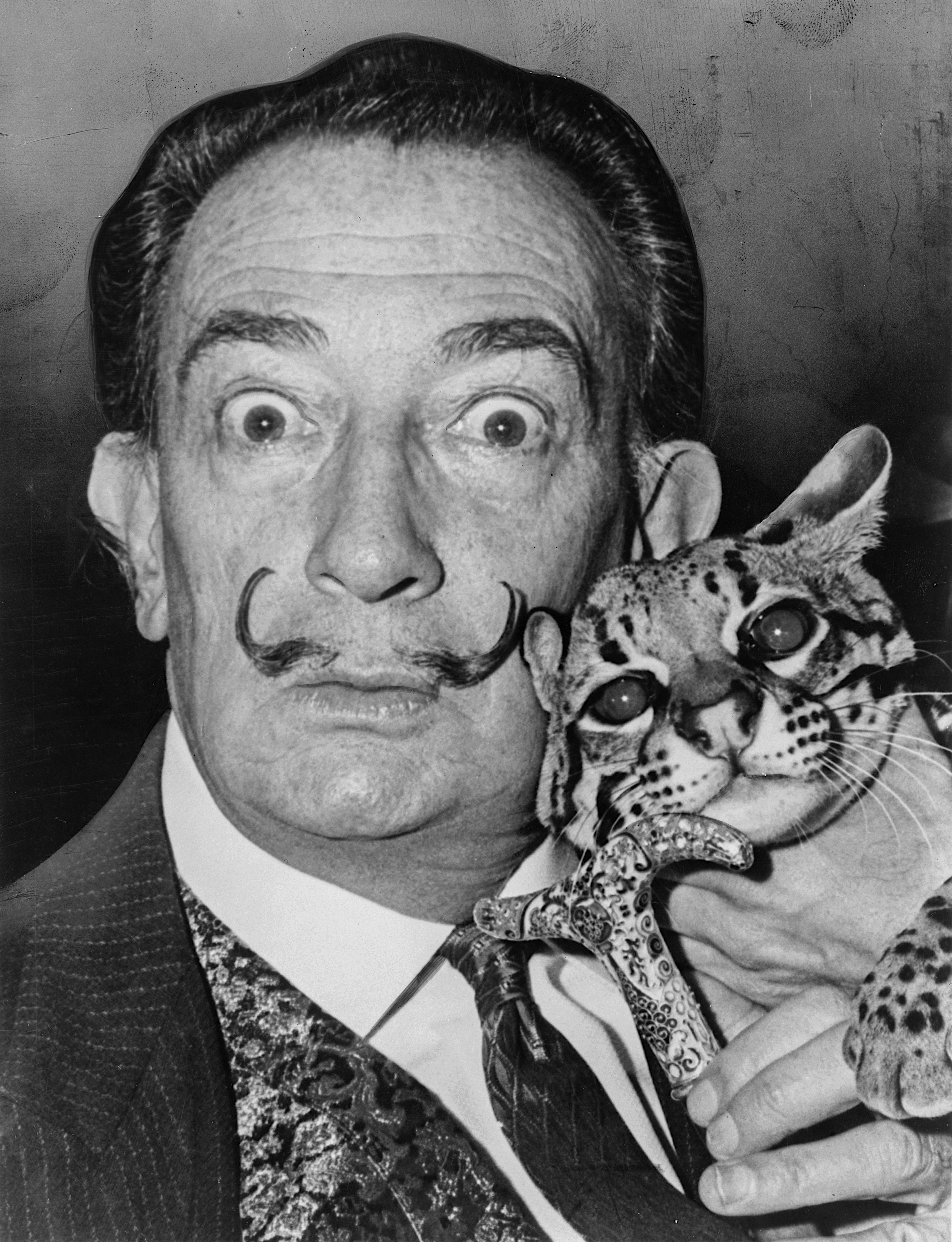
Salvador Dalí amb el seu típic bigoti

El bigoti, bigot o mostatxo són els pèls que creixen en la regió de la cara de sota el nas fins al llavi superior dels humans. Amb l'edat, en general, hi ha més pèls. Els homes tenen el bigoti més poblat. Les dones tenen menys pèls i se'l solen depilar o tenyir perquè no es noti ni es vegi. Hi ha homes que el rasuren o bé que el deixen llarg.

## Etimologia del motbigoti
L'expressió saxona Bye Gode ("Per Déu!") era usada com a jurament en diversos punts de l'Europa dels segles xvi i xvii, etapa històrica en què la Casa d'Àustria de Castella estant governava els Països Baixos. Se suposa que els militars deien aquesta imprecació o jurament en moments d'una certa tensió i que l'acompanyaven amb una estirada nerviosa dels pèls del mostatxo. Els militars provinents de la península, que convivien amb els dels Països Baixos, van atribuir l'expressió al gest i després el gest al mostatxo, que van començar a anomenar bigote (en castellà) i bigode (en portuguès). El mot va passar en català com a "bigoti" o "bigot".